# Fallout 1.5: Resurrection
Fallout 1.5: Resurrection je modifikace pro hru Fallout 2. Vyšla 3. října 2013. Vývoj trval přibližně 10 let. Vytvořila jej skupinka 4 českých fanoušků původní hry. Ti na modifikaci pracovali ve svém volném čase. Herní doba se odhaduje na přibližně 25 hodin. Modifikace nabízí úplně nový příběh a lokace.
Název Resurrection má symbolizovat znovuoživení starého Falloutu a zároveň však odkazuje na hlavního hrdinu této modifikace. Ten do jisté míry vstane z mrtvých.
V současnosti vzniká anglická verze, která je plánovaná na rok 2014.

## Vývoj
Nápad na vytvoření Fallout 1.5 Resurrection vznikl na fóru Šílené Brahmíny, největší fanouškovské stránce Fallout v Česku. Práce na něm začaly v roce 2003. V té době byl uvolněn oficiální editor map a základní skriptová dokumentace. Od počátku měl projekt vysoká očekávání, ale vývojáři řadu věcí podcenili a především očekávali, že vytvoření hry bude jednoduché. Díky tomu došlo po roce vývoje k vystřízlivění a rozčarování. Vývoj se zpomalil, ale vývojáři začali nad svou prací více přemýšlet. To co vzniklo v prvotním nadšení se ve hře nakonec z většiny neobjevilo. Taktéž se řada věcí v průběhu děje měnila. Nakonec byl dokončen a vydán v roce 2013.

## Příběh
Děj je zasazen do Nového Mexika v roce 2170, tedy období mezi hrami Fallout a Fallout 2. Hlavní hrdina se, vážně zraněný, probudí v jeskyni. Nepamatuje si, jak se tam dostal ani kdo je. Nezbývá mu nic jiného než po své minulosti pátrat. Jeho jediným pojítkem je záhadný talisman, který má u sebe.

## Postavy
Významné postavy ve hře:
- Třináctý – hlavní antihrdina hry. Byl zraněn v boji, díky čemuž ztratil paměť. Probudil se v jeskyni, kam ho odtáhla velká krysa.
- Keri – mladá dívka, která se k hráčovi může připojit v Seditu. Má dobrodružnou povahu.
- Lystra – může se k hráčovi připojit v Albuquerque. Pátrá po svém bratrovi a řídí se morálními zásadami.
- Vořech – pes, kterého lze získat v Rat Hole.
- Gabriel – nájemný zabiják, který se nachází v Ztracené čtvrti Seditu. Hledí pouze na prospěch, ale může se k hráčovi připojit.
- Spasitel – hlavní antagonista hry a vůdce kultu Obrody, kterou tvoří Ghoulové. Snaží se o ovládnutí oblasti.
- Sebastian – fanatický vůdce lovců mutantů. Chce vyhladit mutanty.
- Dernus  – vůdce skupiny supermutantů. Chce smrt Sebastiana a odvést své lidi do bezpečí.

## Tým
- Václav „Daemon“ Panoš
- Marek „Maryo“ Štípek
- Milan „Ratman“ Ratičák
- Marián „Saruman“ Lóži
- Kromě hlavní části týmu však na Resurrection pracovali i externí spolupracovníci.[2]

## Přijetí
Mód se dočkal několika pochvalných recenzí a server Bonusweb jej dokonce navrhl na nejlepší hru roku 2013. Úspěchu se Resurrection dočkal i u hráčů, kteří ji právě na serveru Bonusweb zvolili 6. nejlepší hrou roku. Na jiném serveru Eurogameru, byl Resurrection zvolen 3. nejlepším RPG roku.